# 御霊神社 (鎌倉市)
御霊神社（ごりょうじんじゃ）は神奈川県鎌倉市にある神社。旧社格は村社。鎌倉市にはこの名前をもつ神社が2か所あるが、本項では鎌倉市坂ノ下にある、通称（鎌倉）権五郎神社（（かまくら）ごんごろうじんじゃ）として知られている神社について述べる。

## 由緒
権五郎神社の創建年代は詳らかではないが、御霊信仰の広がりと鎌倉氏による地方開発の展開を考慮すると、平安時代後期であると推定することができる。もとは坂東平氏鎌倉党の五家、鎌倉氏・梶原氏・村岡氏・長尾氏・大庭氏の5氏の霊を祀った神社であったとされ、五霊から転じて御霊神社と通称されるようになった。後に、鎌倉権五郎景政の一柱のみに祭神は集約され、祭神の名から権五郎神社と呼ばれた。
鎌倉景政は、平安時代後期の坂東平氏の一族であり、鎌倉・梶原・村岡・長尾・大庭の5氏とともに鎌倉武士団を率い、現在の湘南地方一帯の地方開発に従事した。景政はまた、その武勇をもって知られ、16歳の時、源義家の陣営に連なって後三年の役（1083年-1087年）に従軍して活躍した際のエピソードがよく知られている。『奥州後三年記』の伝えるところによれば、景政は左目を敵に射られながらも屈することなく、射手を倒し帰還した。左目に突き刺さった矢を抜こうと、一人の武士が景政の顔に足をかけたところ、景政はその非礼を叱責したと言う。かかる伝承から、志の成就（学業成就、必勝招来）の神徳があるとされる。また、林羅山の考定によれば眼病平癒にも効験があるとされる（『本朝神社考』）。

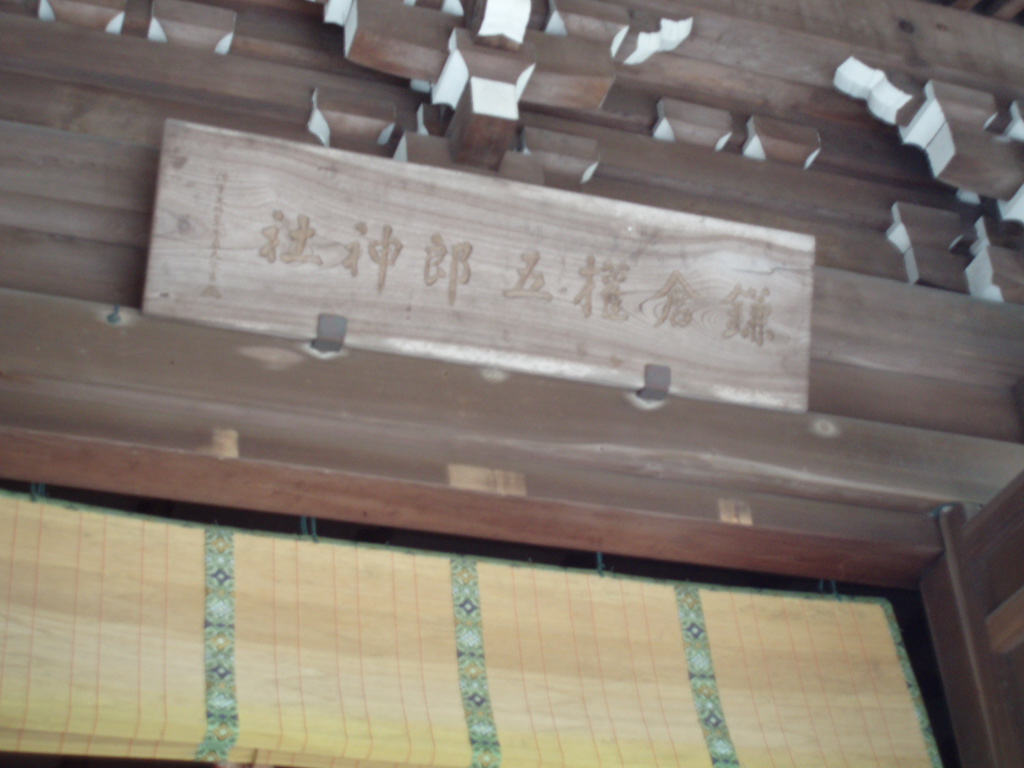
本殿の扁額
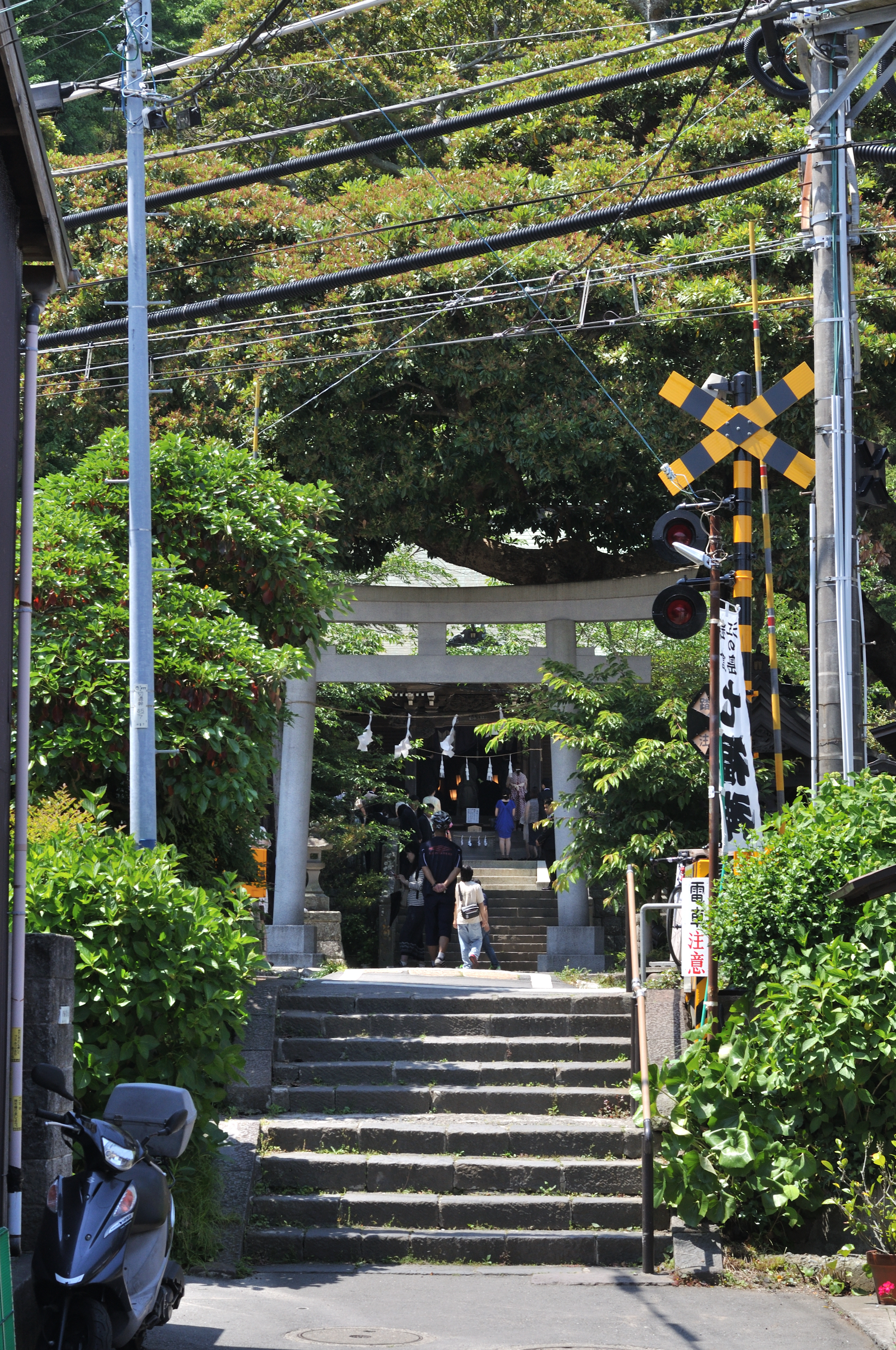
坂ノ下の住宅街を抜けてゆく参道
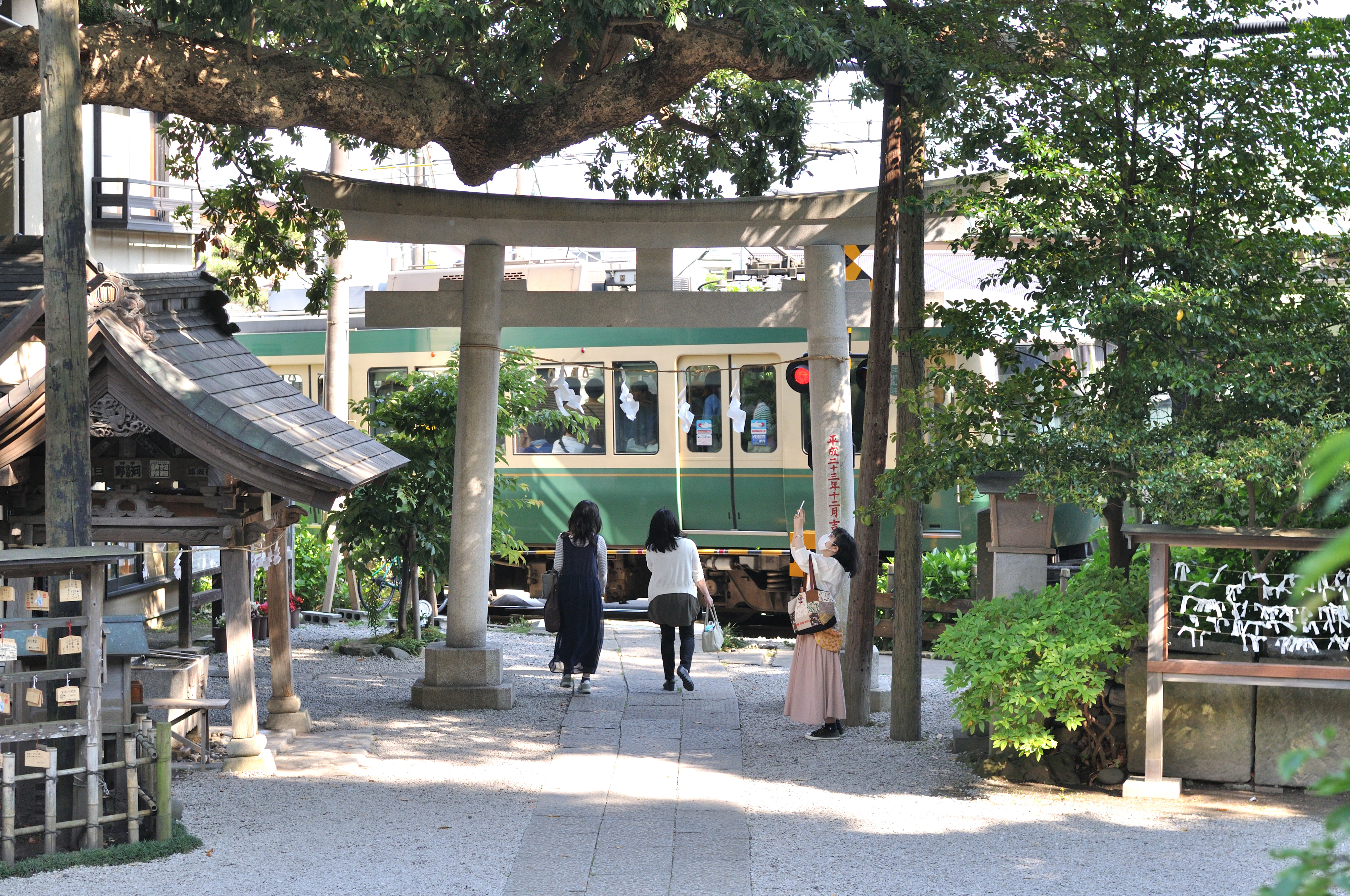
社地のすぐ目の前を江ノ電が通っている

## 境内

### 境内社
- 稲荷神社 - 伏見稲荷大社より勧請。食物、とりわけ稲の生産と豊穣を司る宇迦之御魂大神を祀る。
- 秋葉神社 - 火之迦具土神を祀る。明治初期に坂ノ下集落が大火に見舞われ、大半が焼失した際に、静岡県浜松市の秋葉山本宮より火災鎮護を願って勧請した。
- 第六天社
- 地神社
- 祖霊社 - 日清・日露および第一次世界大戦で戦没した氏子の霊を祀る。
- 御嶽神社
- 石上神社 - かつて権五郎神社前浜沖にあった巨石に多くの船が座礁し、人命がたびたび損なわれたという。人々は巨石の一部を引き上げて御神体として祀り、海上安全・豊漁の守護神として崇敬した。境内の小社ながら例祭がある（詳細は祭事の節を参照）。
- 金毘羅社

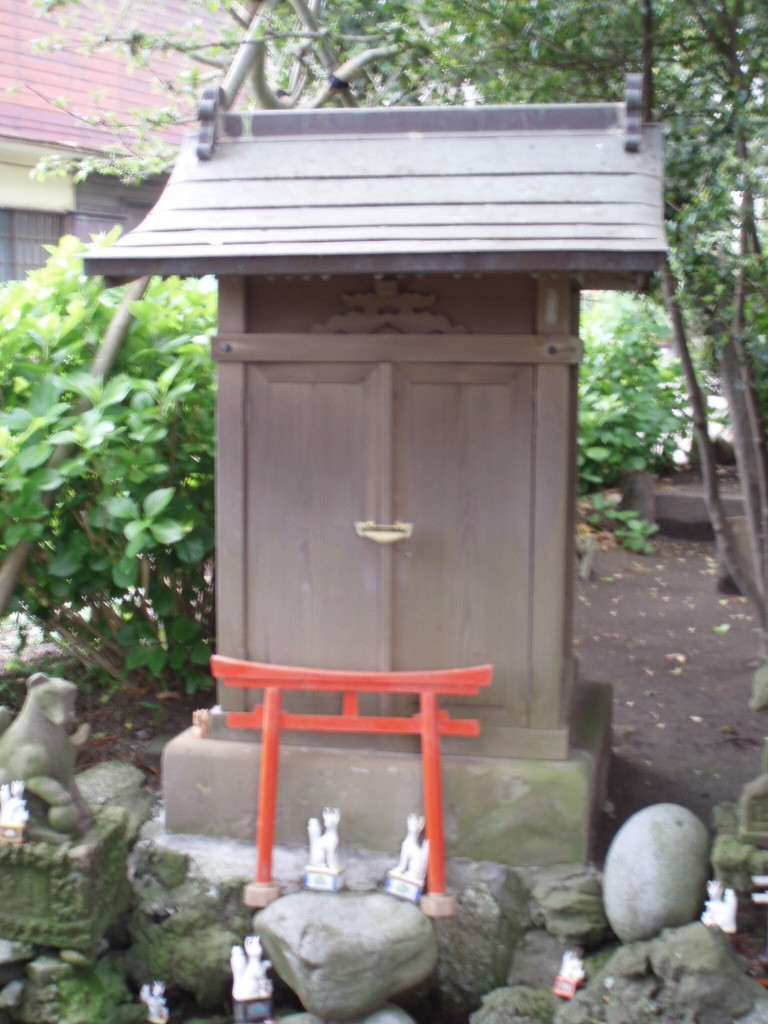
稲荷社
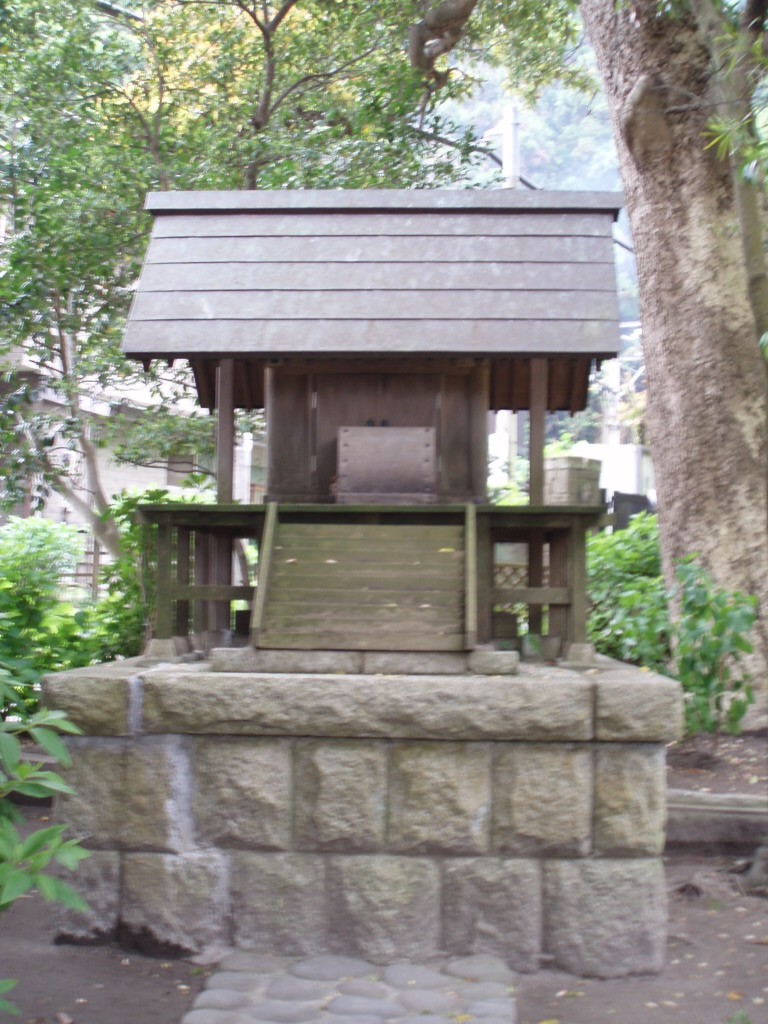
秋葉神社
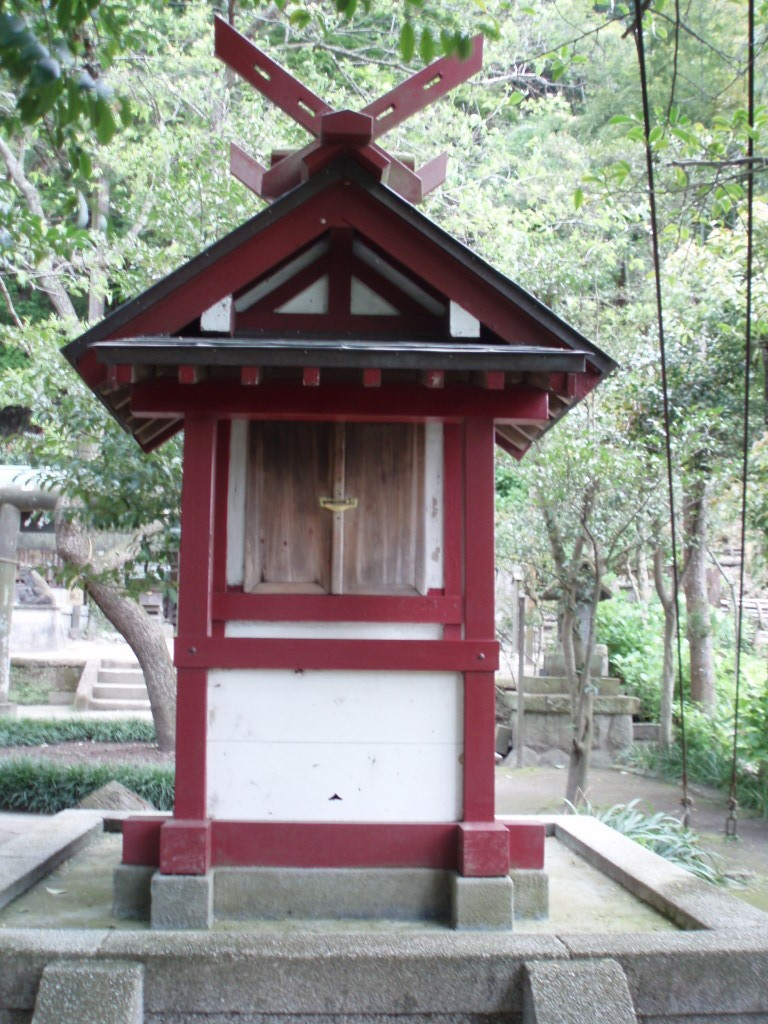
祖霊社
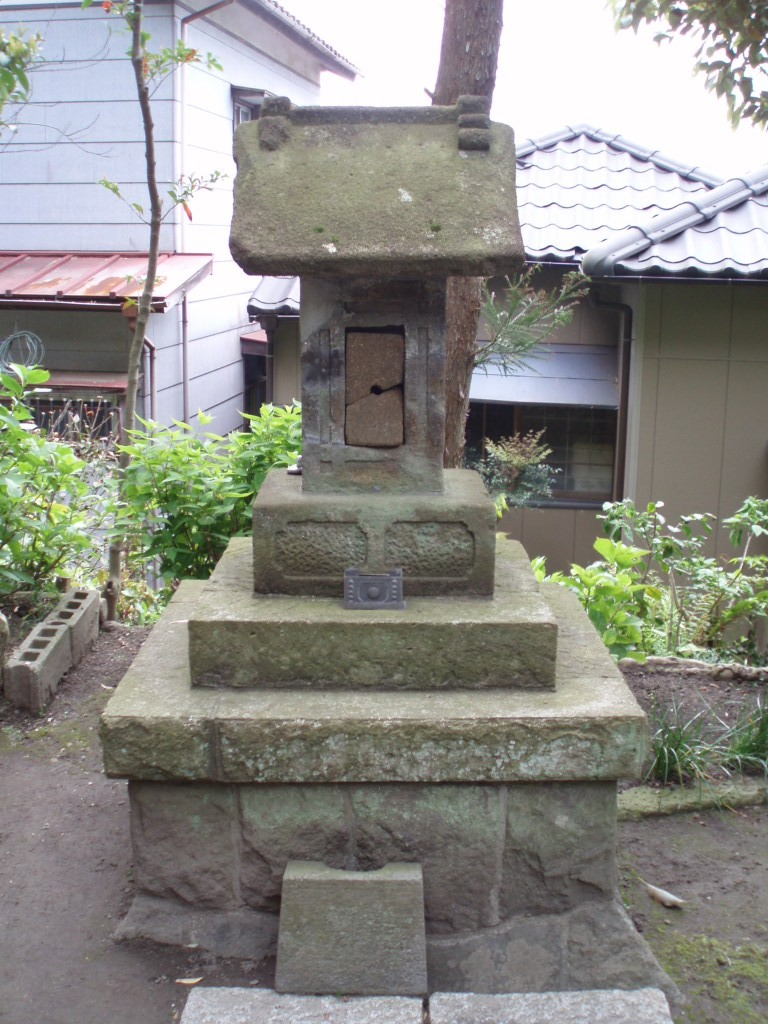
第六天社
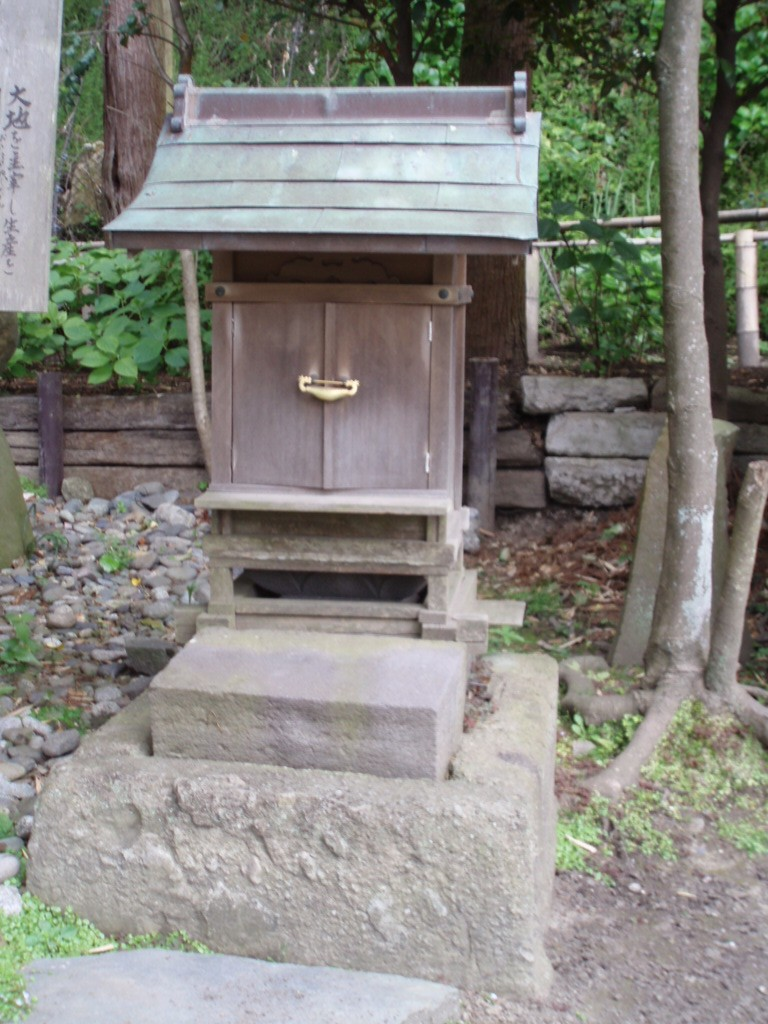
地神社
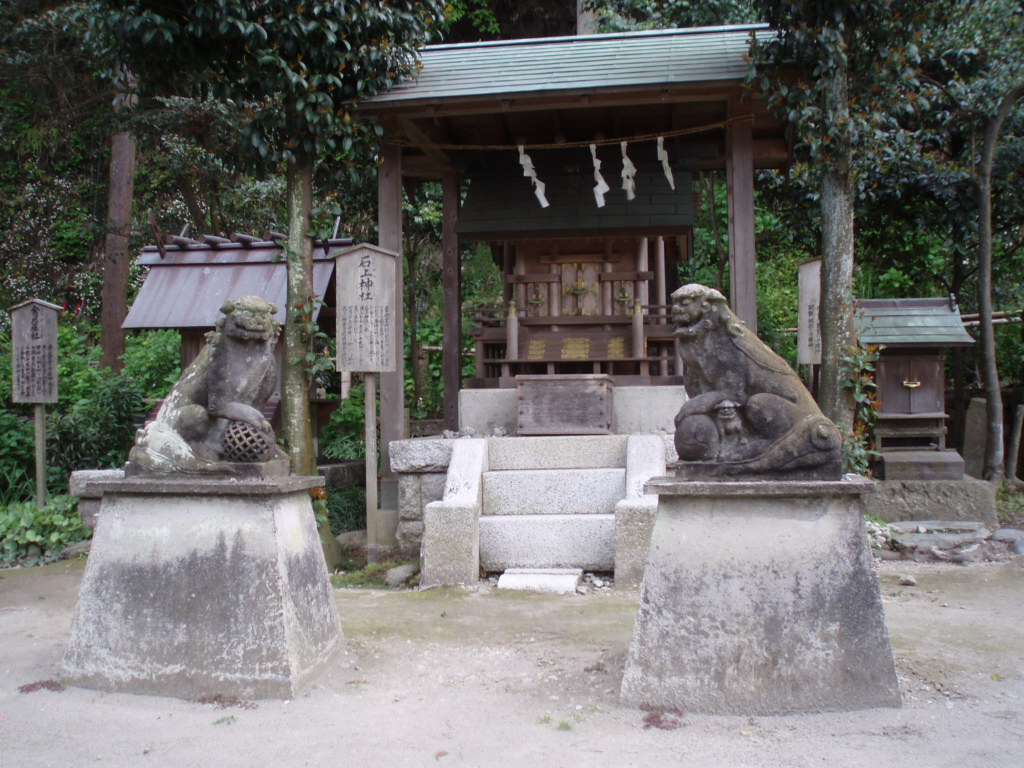
石上神社
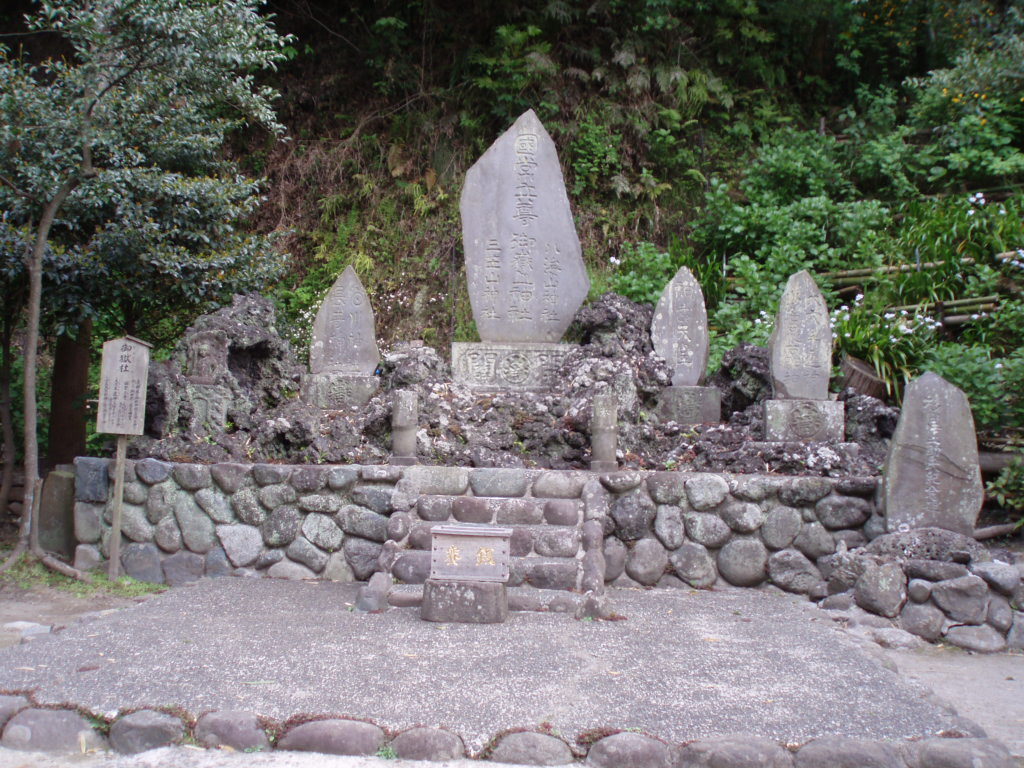
御嶽神社

### タブノキ
社務所の前にそびえるタブノキは、樹高20m、推定樹齢350年に達し、冠状に広がった樹枝が見事である。鎌倉市指定天然記念物、および神奈川県選定「かながわの名木100選」（1984年12月選定）。

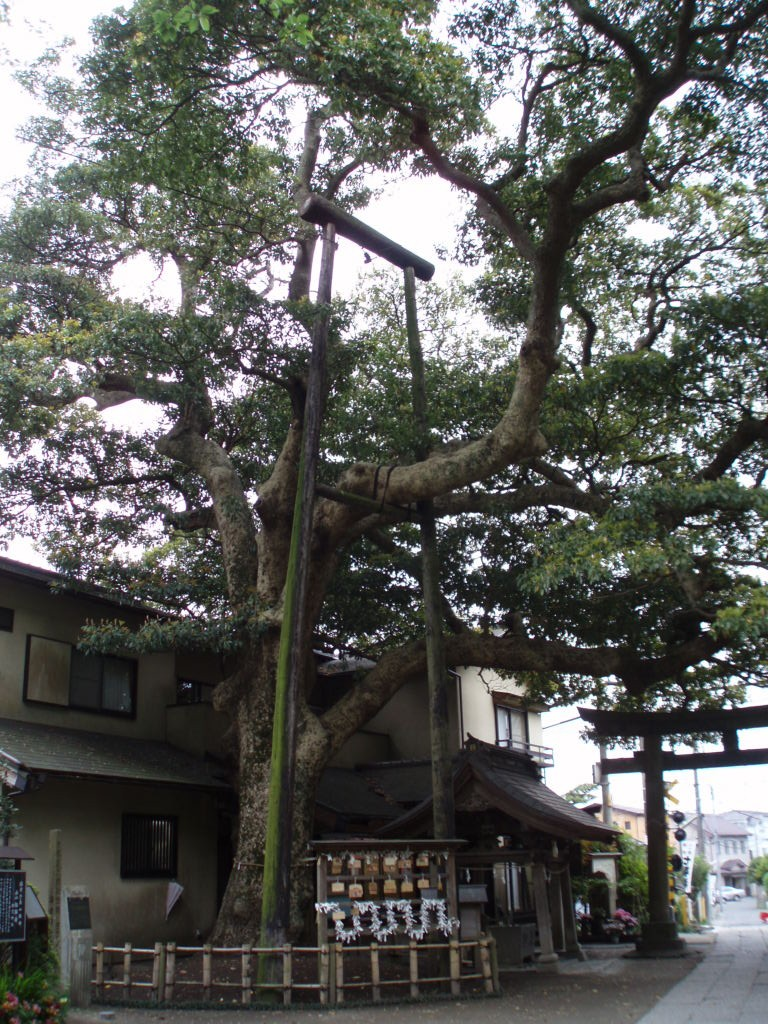
境内のタブノキ

## 祭事

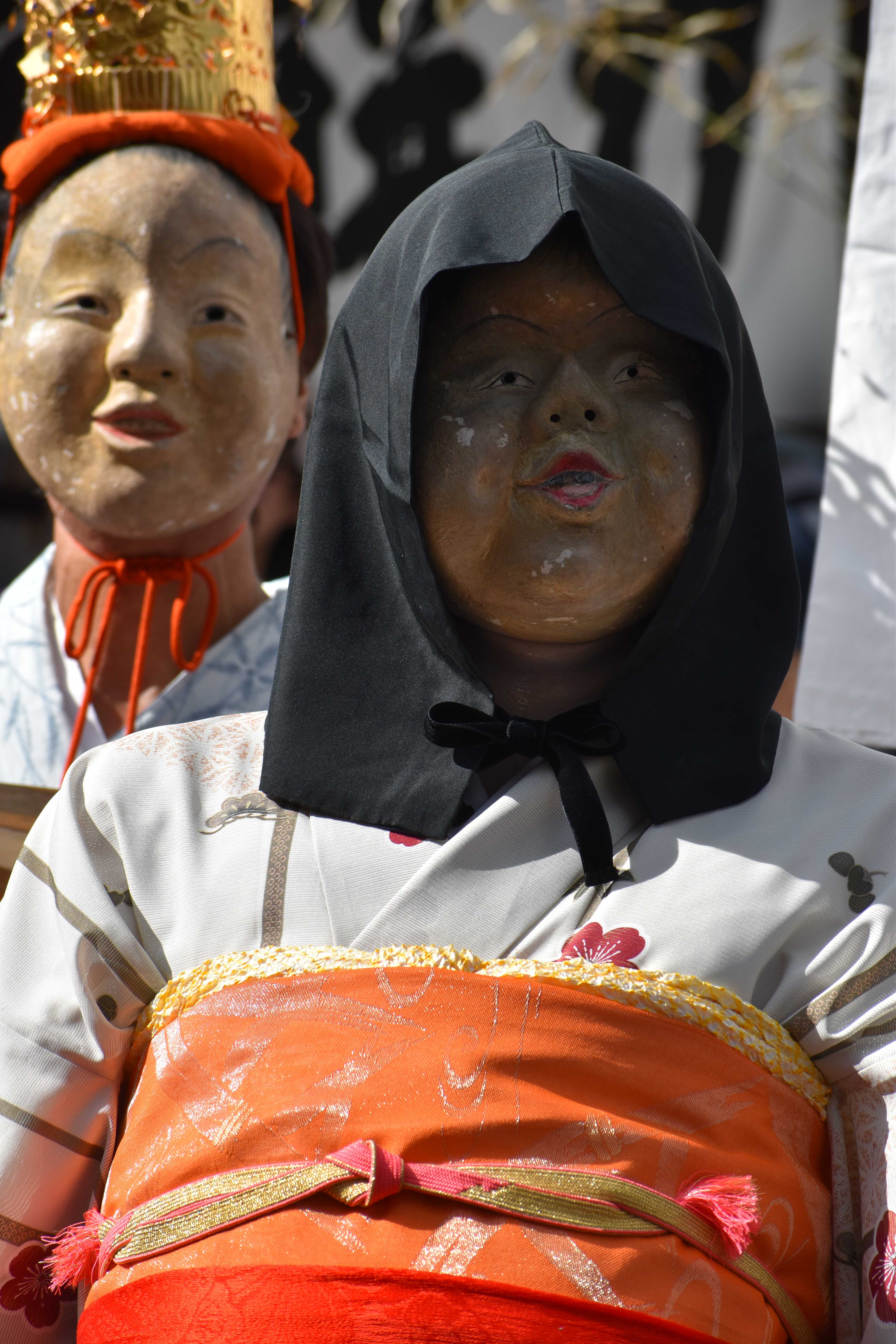
面掛行列の主役・ハラミット（おかめ）と産婆

- 1月1日 元旦祭
- 7月25日に近い日曜日（海の日制定後は原則、海の日） 石上神社例祭 — 御供流し神事（ごくながししんじ）と呼ばれる。海神の霊を鎮め、海難の犠牲者の霊を慰めるために御供（神前に供えた赤飯）を献げる。例祭当日に先立つ7月20日に神幸祭を執り行う。権五郎神社の前浜（現在の由比ガ浜）の海中に御供を捧持した若者たちが泳ぎ出て、船に乗せた神輿を拝してから、海中に御供を流す。
- 9月17日 敬老祭
- 9月17日 例祭 — 宵宮祭 （よいみやさい）
- 9月18日 例祭 — 面掛行列（神奈川県指定無形民俗文化財）、鎌倉神楽、神幸祭

## 交通機関
- 江ノ電長谷駅または極楽寺駅より徒歩

## 同系列の神社
神奈川県内には当神社と同系列の神社が多数存在する。詳細については各項目参照。
- 御霊神社 (鎌倉市梶原)
- 御霊神社 (川崎市)
- 御霊神社（藤沢市川名）（詳しくは川名 (藤沢市)#史跡の項目を参照）

・多田野本神社　御霊大明神（福島県郡山市）
- 御霊神社（藤沢市宮前）
- 御霊神社 (茅ヶ崎市)
- 御霊神社 (藤野町)
- 御霊神社 (葉山町)

- 御霊神社 (横須賀市)
- 御霊社 (横浜市)
- 御霊神社 (横浜市栄区)

- 御霊神社 (横浜市泉区)

## その他

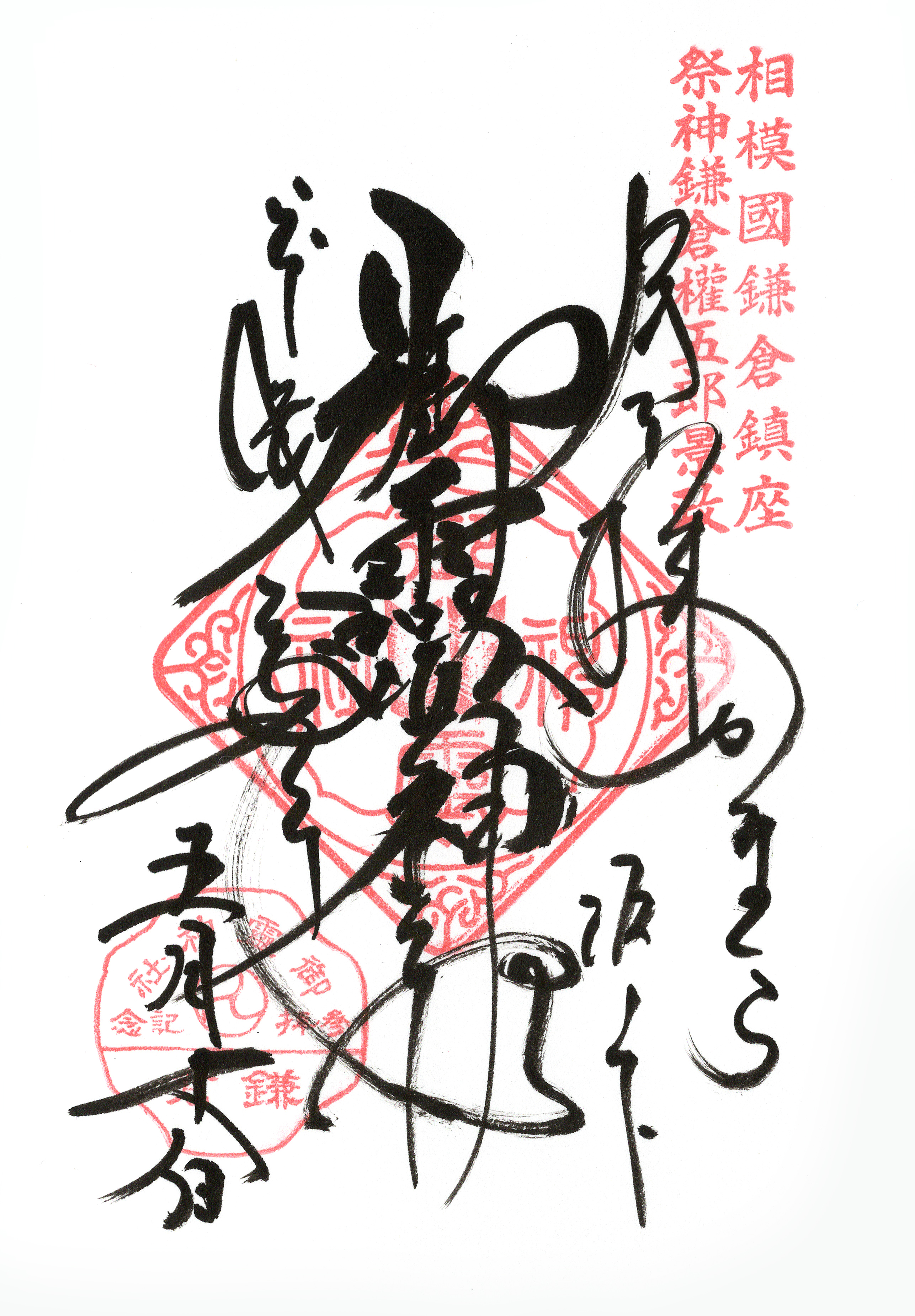
御霊神社の御朱印

桑田佳祐（サザンオールスターズ）はこの神社を含む鎌倉周辺を散策コースとして気に入っており、自身の楽曲の歌詞のモチーフになることもある。『週刊文春』2014年9月18日号でのインタビュー特集『僕はポップスとニッポンを愛す』でこの神社を訪れ、後述した力餅屋の「権五郎力餅」を食べている写真が掲載された。